# Роб Діксон (стронгмен)
Роб Діксон (англ. Rob Dixon; нар. 13 липня 1964, Йорк, Анґлія) — колишній британський стронгмен. Найвище досягнення — перемога у змаганні за звання Найсильнішої людини Британії 1997.
У 1997 році виграв національне змагання за звання Найсильнішої людини Британії. У 2000 році його запросили до участі у змаганні Найсильніша людина світу в Сан-Сіті, Південна Африка. Він посів друге місце в своїй групі і тим самим заробив собі право участі у змаганнях за призові місця. Однак ушкодження змусило його достроково закінчити участь. У 2001 році він вдруге повернувся до участі, однак не змін пройти відбірковий тур.
Окрім цього він сприяв розвитку кар'єри Марка Вестабі який також із Йорка. Згодом Діксон переїхав до Франції.